# Sociální žádoucnost
Sociální žádoucnost, též sociální desirabilita či zřídkavě sociální deziderabilita (anglicky social-desirability bias) je tendence lidí prezentovat se lépe, než jací ve skutečnosti jsou. Tento bias poprvé zaznamenali sociologové u dotazníkových šetření, v nichž respondenti přikrášlovali své odpovědi tak, aby byli viděni v lepším světle. Respondenti tedy mají sklon upozaďovat a zamlčovat své neřesti (vnímané společností jako nežádoucí) a naopak vyzdvihovat a zveličovat své ctnosti (vnímané jako žádoucí).
Mimo výzkum v sociologii a psychologii se tento jev vyskytuje ve veřejném projevu, například v politice. V případech, kdy lež zní lépe než pravda, mají lidé sklon ke lhaní. Politici tak často zastávají postoje, které nejsou ekonomicky racionální, ale zato zní dobře.

## Témata zkreslená sociální žádoucností
Některá témata, zejména ta, která jsou ve společnosti tabuizovaná, jsou náchylnější ke zkreslení sociální žádoucností. Výzkumníci tak k nim musí přistupovat s obezřetností a použít metody vylučující vliv sociální žádoucnosti.
Známé příklady takových témat jsou:
- schopnosti
- typ osobnosti[5]
- sexuální chování
- užití drog
- příjmy, jež jsou často zveličované (pokud jsou nízké) nebo snižované (pokud jsou vysoké)
- pocity nízkého sebevědomí nebo bezmoci, často popírané
- vylučování, které je pro respondenty často nepříjemné diskutovat
- dodržování správného dávkování léků, často zveličováno
- plánování rodičovství, včetně používání antikoncepce a potratů[6][7]
- náboženství, kterému se respondenti často vyhýbají nebo je pro ně nepříjemné[8]
- patriotismus, často zveličován, nebo popírán spolu s obavami na odsudek ostatních
- bigotnost a netolerance, často popírány
- intelektuální úspěchy, často zveličované
- fyzický vzhled, buď zveličován nebo bagatelizován
- násilné činy (ať už skutečné, nebo v představách), často popírány
- indikátory dobročinnosti nebo vlídnosti, často zveličovány
- nelegální jednání, často popíráno
- účast u voleb[9][10][11][12]
- podpora krajně pravicových stran[13]